# Grandes canciones (álbum de Noel Schajris)
Grandes canciones es el título del tercer álbum de estudio grabado por el cantautor argentino-mexicano Noel Schajris. Fue lanzado al mercado bajo el sello discográfico Sony Music Latin el 7 de junio de 2011. Es un álbum compuesto por versiones de canciones en español de otros cantantes que fueron muy populares, con la excepción de la canción en inglés «Tears in heaven» originalmente grabadas por Eric Clapton.

## Contenido y producción
El disco fue grabado en vivo, Noel estuvo acompañado de músicos como Tony Levin (bajo), Lee Levin (batería), Dan Warner (guitarra), y fue producido por Sebastián Krys.
La idea de incluir la canción de Ana Gabriel, «Quién como tú» fue del productor Manuel Cuevas, quien le aseguró a Noel que sería el primer cantante de pop en hacer una versión de una canción de esta cantante. Noel manifestó sobre el álbum que «además de rendir homenaje a composiciones de grandes artistas que me sirvieron de inspiración en la infancia, estoy homenajeando la forma de grabar un disco completamente en vivo, pues canté todo el repertorio junto a mis músicos en el estudio, algo que ya no se suele hacer y que imprime una magia especia».
Noel ha recibido buenas respuestas por parte de los cantantes originales de las canciones, el cantante comentó: «Esta carrera me ha regalado el ser amigo de mis ídolos y eso no tiene precio. Yo le he podido mandar las versiones a un Ricardo Montaner, a un Franco de Vita, a un Juan Luis Guerra, a un Marciano de Enanitos Verdes, a Ana Gabriel y tener el feedback de todos ellos diciéndome que les gustó y que les pareció increíble, para mí significa el mundo entero».
Según AMPROFON el álbum se convirtió en el disco en español más vendido en México, conquistando la primera posición de ventas a nivel nacional en español.

## Sencillos
El 14 de marzo de 2011 se lanzó el primer sencillo del álbum, «Quién como tú», un cover de la versión original de la cantante mexicana Ana Gabriel. El vídeo fue grabado en las instalaciones del popular Salón México, que ahora es un centro de arte. La modelo Donatella, interpreta a una virtuosa guitarrista. El vídeo fue subido el 26 de mayo de 2011 a través de su cuenta oficial de VEVO.
El segundo sencillo del álbum fue «A medio vivir» lanzado el 5 de diciembre de 2011, un cover de la versión original del cantante puertorriqueño Ricky Martin, siendo este el último sencillo del disco.

## Lista de canciones
| Grandes canciones |                                                                    |          |  |
| N.º               | Título                                                             | Duración |  |
| 1.                | «Quién como tú» (Versión original Ana Gabriel)                     | 3:20     |  |
| 2.                | «La incondicional» (Versión original Luis Miguel)                  | 3:31     |  |
| 3.                | ««Bachata rosa»» (Versión original Juan Luis Guerra y 4.40)        | 4:14     |  |
| 4.                | ««Quiero dormir cansado»» (Versión original Emmanuel)              | 3:44     |  |
| 5.                | «A medio vivir» (Versión original Ricky Martin)                    | 4:45     |  |
| 6.                | «Tu cárcel» (Versión original Los Bukis, Enanitos Verdes)          | 3:23     |  |
| 7.                | «Te amo» (Versión original Franco De Vita)                         | 3:38     |  |
| 8.                | «Lamento boliviano» (Versión original Enanitos Verdes)             | 3:34     |  |
| 9.                | «Si tú supieras» (Versión original Alejandro Fernández)            | 4:08     |  |
| 10.               | «Mi historia entre tus dedos» (Versión original Gianluca Grignani) | 5:34     |  |
| 11.               | «Tears in heaven» (Versión original Eric Clapton)                  | 5:05     |  |
| 12.               | «Me va a extrañar» (Versión original Ricardo Montaner)             | 3:57     |  |

## Posicionamiento y certificaciones

### Semanales
| País           | Lista (2011)               | Mejor Posición |
| -------------- | -------------------------- | -------------- |
| Estados Unidos | Billboard Latín Pop Albums | 17             |
| Estados Unidos | Billboard Latín Albums     | 70             |
| México         | México Top 100 Albums      | 2              |

### Anuales
| País   | Lista (2011)           | Mejor Posición |
| ------ | ---------------------- | -------------- |
| México | México Top 100 Álbumes | 26             |

### Certificación
| País   | Organismo certificador | Certificación | Ventas certificadas | Ref.   |
| ------ | ---------------------- | ------------- | ------------------- | ------ |
| México | AMPROFON               | Platino       | 60 000              | [ 12 ] |